# Beim Biechl

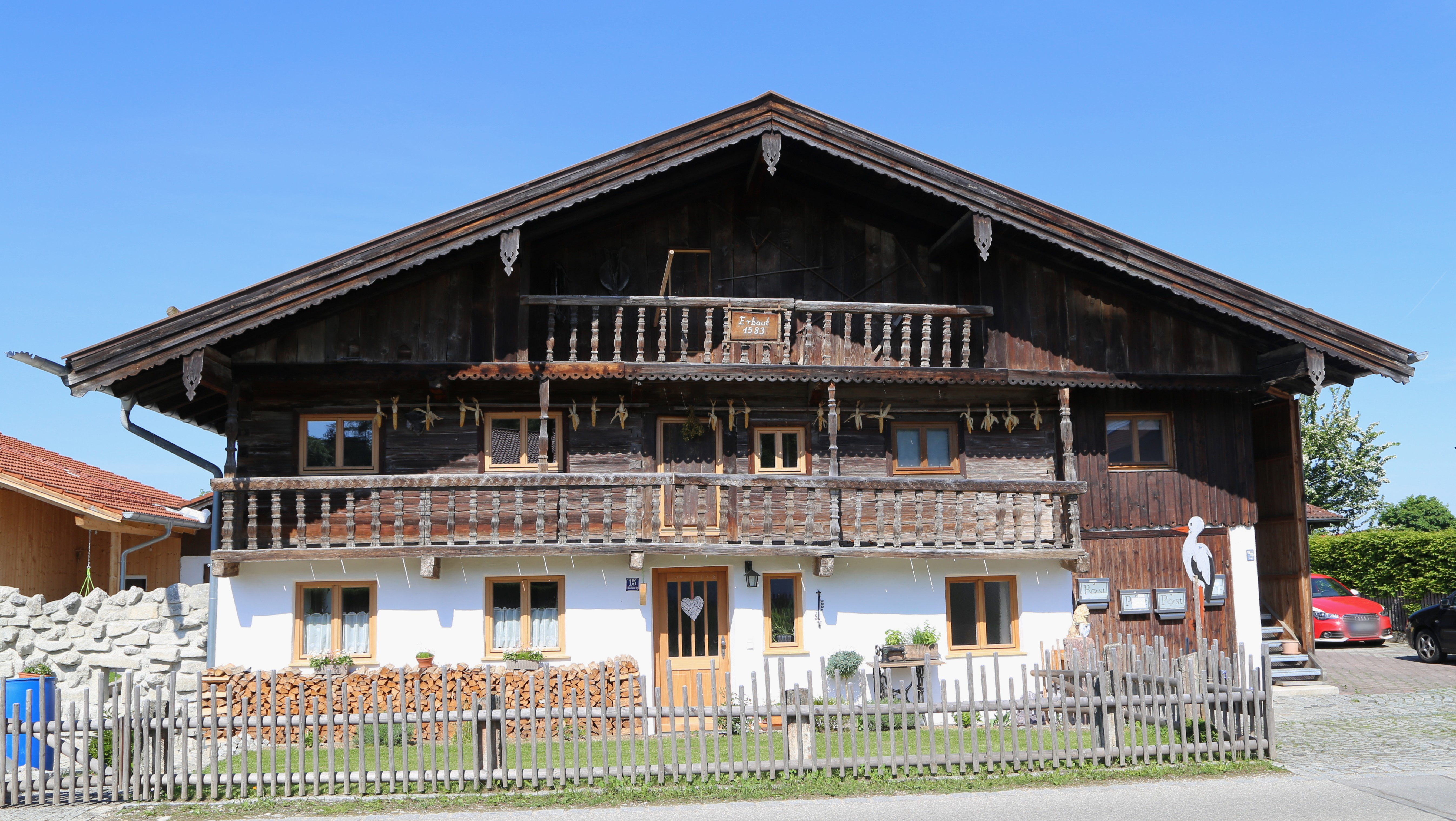
Haus Beim Biechl in Aying

Das Bauernhaus Beim Biechl in Aying, einer oberbayerischen Gemeinde im Landkreis München, wurde in der zweiten Hälfte des 18. Jahrhunderts errichtet. Das Gebäude mit Blockbauobergeschoss an der Münchener Straße 15 ist ein geschütztes Baudenkmal.
Der zweigeschossige Flachsatteldachbau mit Balusterlauben war ehemals firstgeteilt in Wohn- und Wirtschaftsteil. Das Erdgeschoss wurde in Massivbauweise erneuert.